# Baudrimont NW
El Baudrimont NW o Baudrimont nord-oest és una muntanya de 3.045 m d'altitud, amb una prominència de 75 m, que es troba al massís del Mont Perdut, a la província d'Osca (Aragó). El nom del pic està dedicat a Henri Baudrimont, geògraf francès que va cartografiar moltes de les cotes de tresmil metres del Pirineu que avui en dia es consideren oficials, i que no apareixien anteriorment en cap mapa.